# Kicker
Kicker är en svensk ungdomskultur. Kickers bär märkeskläder av sportmodell. Sportskor, vindbyxor/prasselbyxor (ofta instoppade i strumporna, långt ovanför skorna), sweatshirt och basebollkeps. 
Stockholmsnatt, som regisserades av Staffan Hildebrand och hade premiär den 23 januari 1987, sponsrades av Televerkets kampanj "Stoppa sabbet". Tanken var att i avskräckande syfte skildra ett ungdomsgäng som övade roundkicks på punkare i Kungsan. Visningar i skolor hade som syfte att avråda elever från att ta till våld som lösning. Tvärtom blev filmen istället kickerskulturens startskott över hela landet när många ville se ut och agera som filmens huvudfigur Paolo Roberto, med sin hårpiska, keps, pannband, Adidas- eller bomberjacka, smidigt mjuka roundkickbyxor och smidiga karateskor.
Under andra hälften av 1990-talet var även kostymbyxor och skjortor vanligt, både flanellskjortor och finskjortor. Det finns ingen specifik musik som binder samman kickers som grupp men under tidigare hälften av 90-talet associerades de ibland med rave, acid house och techno, medan de under senare delen av 90-talet associerades nästan uteslutande med hiphop-kultur. Kulturen är även starkt associerad med så kallade butterfly-knivar.
De flesta kickers var unga män, men med tiden ingick även unga kvinnor i subkulturen. Till exempel fanns det i Stockholm det mytomspunna tjejgänget "Akalla Kickersbrudar Drogade Horor".
Många kopplade kickers-kulturen till den samtidigt framväxande hiphoprörelsen, men släktdragen går snarare att härleda till den brittiska casualkulturen. De som gjorde fotbollsarenorna till slagfält i dyra kläder från Lacoste, Burberry och senare Stone Island.
Under 1990-talet var adidas-byxor och Fila-skor mycket vanliga. Även taekwondo-skor av märken så som Kwon var väldigt populära hos kickers under 1990-talet. Mycket tack vare deras otroligt lätta vikt vilket underlättade för ungdomarna att sparka sina motståndare. Vintertid bar vissa kickers med förkärlek stor dunjacka, gärna av märket Chevignon eller Helly Hansen. Även bomberjackor av bland annat märket Alpha var vanliga.
Under 2000-talet har svenska kickers (i den mån man kan anse kickerskulturen leva kvar) allt mer börjat låna element från den brittiska casual-kulturen. Idag kan man till exempel se kickers med de typiska rutiga burberry-kepsarna eller lacoste-pikettröjorna.
Stora likheter kan skönjas i jämförelse med brittiska chavs och scallies.